# 政教合一
政教合一（英語：Caesaropapism）是指政府的政治权力与宗教权力相结合，君主对教会的绝对控制。政教合一（德語：Cäseropapismus） 这个词最初可能由尤斯图斯·亨宁·伯默创造。马克斯·韦伯认为政教合一即教会服从政府。更极端情况下，政教合一的国家元首兼任宗教的最高领袖，被称为神权政治（英語：Theocracy）。
值得一提的是，英国有时也被认为是一个政教合一国家，因其特殊的君主制和政府架构。

## 歷史
政教合一的情况例如，从公元330年到10世纪，东罗马皇帝对君士坦丁堡教会和东方基督教会的权威。拜占庭皇帝以保护東方教会为名，管理其行政，通过主持大公会议，任命主教，并给他们的权力设置界限。皇帝对教会阶层有着强有力的控制，君士坦丁堡大主教如果没有得到皇帝的批准就不能任职。然而，一些东方教会人士，如君士坦丁堡牧首约翰·克里索斯托、亞歷山大港牧首阿塔纳修斯、西方基督教的圣依拉略、科多瓦主教何西乌等强烈反对帝国对教会的控制。圣徒们，例如马克西姆，作为他们对正统的见证而抵制皇权。此外，由于教会的人，包括世俗人、僧侣、牧师，拒绝接受不符合教会习俗和信仰的事物，皇帝的法令有几次不得不撤销。这些事件表明，教会的权力实际上掌握在教会自己手中，而不仅仅是皇帝。
查士丁尼一世在哥特战争（535年-554年）中征服了意大利半岛，并任命了后来的三位教宗，他的继任者继续行使这一权力，后来被委托给拉文纳总督。从公元537年至752年，当时教皇需要拜占庭皇帝批准。
1547年，伊凡四世获得沙皇头衔，并将俄罗斯东正教从属于国家。这种教会并入政府的程度远远超过拜占庭帝国，并在1721年达到顶峰，彼得大帝用一个神圣会议取代了大主教，使教会成为他政府下的一个部门。